# Заслуженный активист (ГДР)
Заслуженный активист (нем. Verdienter Aktivist) — почётное звание Германской Демократической Республики, учреждённое 1 ноября 1953 года.

## История
Почётное звание присваивалось рабочим и служащим, которые:
- в течение шести месяцев, соблюдая технические стандарты, осуществляли работы выше среднего качества;
- обеспечивали значительную экономию материальных, энергетических и вспомогательных ресурсов;
- активисты школ, помогающие отстающим коллегам, используя прогрессивные методы работы;
- принимали активное участие в совершенствовании производства техники и технологии, организации труда;
- принимали участие в профессиональных программах здоровья и безопасности в его развитии.

Решение о присвоении почётного звания принимали министры, руководители центральных государственных органов, председатели районных советов или руководители хозяйственных органов. Почётное звание могло быть присвоено рабочему или служащему неоднократно.
Награждение производилось дважды в год — к 1 мая (Дню международной солидарности трудящихся) и к 7 октября (Дню Республики).

Удостоенному почётного звания вручались знак (медаль), почётная грамота и выплачивалась денежная премия.

## Описание знака
Знак почётного звания представляет собой медаль из бронзы в форме круга диаметром 34 мм.

На аверсе в центре — циркуль поверх красного молота, обрамлённые справа и слева прямыми колосьями.

В нижней половине полукруга расположены слова «Verdienter Aktivist».

На реверсе — изображение государственного герба ГДР.
Медаль прикреплена к прямоугольной застёжке, обтянутой красной лентой с четырьмя чёрно-жёлтыми полосками, и носится на левой стороны груди выше других наград.